# Levți, Kărdjali
Levți (în bulgară Левци) este un sat în comuna Ardino, regiunea Kărdjali,  Bulgaria. 

## Demografie
Componența etnică a satului Levți
     Turci (97,72%)
     Nicio identificare (2,27%)
     Altele (0%)
La recensământul din 2011, populația satului Levți era de 44 locuitori. Din punct de vedere etnic, majoritatea locuitorilor (97,72%) erau turci. Pentru 2,27% din locuitori nu este cunoscută apartenența etnică.